# Busvervoer in Almere
Het busvervoer in Almere is hoogwaardig openbaar vervoer op een netwerk van vrije busbanen met verkeerslichtbeïnvloeding bij kruisingen en oversteekplaatsen. De busbanen zijn vaak aparte wegen, en anders aparte rijstroken; ze worden ook door hulpdiensten gebruikt. Het busvervoer wordt uitgevoerd door Keolis Nederland, behalve RRReis (naar Zeewolde en Harderwijk), dat wordt uitgevoerd door EBS.
allGo is het merk van de buslijnen binnen Almere. Het concept ging op 10 december 2017 van start als opvolger van het concept Maxx van Connexxion. De buslijnen tussen Almere en andere plaatsen worden aangeduid met het keurmerk R-net. Ze hebben in Almere gemeenschappelijke haltes met allGo. Voor vervoer binnen Almere wordt zowel van allGo als van R-net gebruikgemaakt.

## Huisstijl
De stads- en buurtbussen van allGo zijn donkerblauw met een zwart dak en lichtblauwe golven (groen bij elektrische bussen) aan de zijkant van de bus. De streekbussen dragen de R-net huisstijl (rood/grijs met R-net opschriften).

## allGo
Het lijnennet van allGo bestaat sinds 25 augustus 2025 uit de volgende formules en buslijnen:

### Metrobussen
De Metrobussen zijn de stadsbuslijnen van Almere, deze lijnen beginnen met de letter M. Alle bussen hebben als begin- en eindpunt station Almere Centrum.
| Lijn | Lijn                | Route                                  | Via | Opmerkingen |
| ---- | ------------------- | -------------------------------------- | --- | --- |
| M1   | Havenmetro          | Station Centrum - Haven                | Stedenwijk, Busstation ’t Oor, De Steiger, De Gouwen, De Wierden, De Hoven, Centrum, De Werven, De Meenten, De Grienden, De Marken, De Steiger                       | Rijdt in Haven vanaf De Steiger afwisselend linksom of rechtsom, rijdt bij Station Centrum verder als buslijn M2 . Rijdt op zaterdag 24 uur per dag op de hele route.                               |
| M2   | Buitenmetro         | Station Centrum - Stripheldenbuurt     | Staatsliedenwijk, Waterwijk, Bouwmeesterbuurt, Molenbuurt, Station Buiten, Seizoenenbuurt, Oostvaardersbuurt, Station Oostvaarders, Sieradenbuurt                    | Rijdt tussen Station Almere Oostvaarders en Stripheldenbuurt in een lagere frequentie, rijdt bij Station Centrum verder als buslijn M1 . Rijdt op zaterdag 24 uur per dag op een deel van de route. |
| M3   | Muziekmetro         | Station Centrum - Componistenpad       | Staatsliedenwijk, Kruidenwijk, Muziekwijk, Station Muziekwijk | |
| M4   | Poortmetro          | Station Centrum - Station Poort        | Stedenwijk, Componistenpad, Station Muziekwijk, Literatuurwijk, Hogekant, Homeruskwartier, Columbuskwartier, Europakwartier                                          | |
| M5   | Dansmetro           | Station Centrum - Station Parkwijk     | Flevoziekenhuis, Filmwijk, Danswijk, Parkwijk | |
| M6   | Noorderplassenmetro | Station Centrum - Noorderplassen       | Staatsliedenwijk, Kruidenwijk | |
| M7   | Parkmetro           | Station Centrum - Station Oostvaarders | Flevoziekenhuis, Filmwijk, Parkwijk, Station Parkwijk, Tussen de Vaarten, Landgoederenbuurt, Faunabuurt, Bloemenbuurt, Station Buiten, Regenboogbuurt, Eilandenbuurt | Rijdt op zaterdag 24 uur per dag op een deel van de route. |
| M8   | Nobelhorstmetro     | Station Centrum - Nobelhorst           | Flevoziekenhuis, Filmwijk, Parkwijk, Station Parkwijk, Tussen de Vaarten, Sallandsekant                                                                              | |

### flexiGo
flexiGo is een speciale buslijn van allGo die station Buiten verbindt met industrieterrein De Vaart. Het speciale is dat de buslijn een reguliere route rijdt (oude lijn 10), echter rijdt deze buslijn in de spitsrichting via beide extra ‘lussen’ die aan de route liggen. Daarnaast biedt flexiGo overstapmogelijkheden op de trein op station Buiten en op buslijn M7 Parkmetro, buslijn M2 Buitenmetro, en R-netlijn 330, allemaal naar het stadsdeel Almere Buiten of richting Almere Centrum bus & rail station.
| Lijn | Route                            | Via | Opmerkingen                                                                                         |
| ---- | -------------------------------- | --- | --------------------------------------------------------------------------------------------------- |
| 22   | Station Almere Buiten - De Vaart | Molenbuurt, Bolderweg, (Draaibrugweg, Vlotbrugweg, Hefbrugweg,) Damsluisweg, (Schutsluisweg,) Groene Kadeweg | Rijdt in de spitsrichting ook via de haltes Draaibrugweg, Vlotbrugweg, Hefbrugweg en Schutsluisweg. |

### duinGo
duinGo is een buslijn van allGo die station Poort verbindt met de nieuwbouwwijk Duin. Deze lijn rijdt van maandag t/m vrijdag alleen in de brede spitsuren. In de zomermaanden rijdt de bus ook overdag in het weekend. Bij station Poort kunnen reizigers uit de wijk Duin overstappen op de trein, op buslijn M4 Poortmetro richting Almere Stad en het R-net.
| Lijn | Route                | Opmerkingen |
| ---- | -------------------- | --- |
| 24   | Station Poort - Duin | Rijdt niet tussen 9:20 en 14:20, 's avonds en in het weekend. Rijdt in de zomermaanden wel in het weekend overdag. |

### Buurtbus
In Almere Hout rijdt in de wijken Nobelhorst, Oosterwold en Vogelhorst dagelijks een buurtbus met lijnnummer 28. Bij halte Nobelhorst Noord sluit de buurtbus aan op lijn M8 Nobelhorstmetro; bij de haltes Centrum Stadslandbouw en Nachtegaallaan sluit de buurtbus aan op streekbus 216 naar Almere Stad en Harderwijk. De buurtbuslijn rijdt in eerste instantie als pilot gedurende een jaar.
| Lijn | Route                   | Via                    | Opmerkingen |
| ---- | ----------------------- | ---------------------- | ----------- |
| 28   | Nobelhorst → Nobelhorst | Oosterwold, Vogelhorst |             |

### nobelGo (voormalig)
nobelGo omvatte tot en met 10 december 2022 twee speciale buslijnen van allGo die industrieterrein Sallandsekant verbond met de nieuwbouwwijk Nobelhorst. Het was een combinatie van een normale buslijn (lijn 25) tijdens de spitsuren en een buurtbus (lijn 525) buiten de spitsuren. Beide lijnen reden dezelfde route. De lijnen begonnen aan de Sallandsekant, waar reizigers konden overstappen op buslijn M5 Dansmetro om in Almere Stad te komen.
Met ingang van 11 december 2022 werden deze lijnen vervangen door de nieuwe buslijn M8 Nobelhorstmetro, die de wijk Nobelhorst voortaan op alle dagen van de week ging bedienen (inclusief rechtstreekse verbinding naar Almere Stad).

### RRReis
De bussen van RRReis worden gereden door EBS, dit zijn de streekbussen van Flevoland.
| Lijn | Route                                         | Via                                       | Opmerkingen |
| ---- | --------------------------------------------- | ----------------------------------------- | --- |
| 150  | Almere, Station Centrum - Zeewolde, Mast      | Busstation ’t Oor, De Kemphaan, De Eemhof | Rijdt zeven keer per richting per dag in een onregelmatige frequentie, 1x per 2 uur. Tussen Station Centrum en Busstation ’t Oor geen lokaal vervoer. |
| 216  | Almere, Station Centrum - Harderwijk, Station | Filmwijk, De Kemphaan, Zeewolde           | SnelRRReis, rijdt niet in het weekend. Tussen Station Centrum en Filmwijk geen lokaal vervoer.                                                        |

### nightGo
De nightGo-bussen zijn de nachtbussen van allGo en gaan vanuit Almere Centrum en Buiten via verschillende wijken van Almere naar Amsterdam en vice versa. De nachtbussen van nightGo rijden alleen op zaterdagnacht en zijn een combinatie tussen de buslijnen van allGo en R-net.
| Lijn | Route                                                 | Via |
| ---- | ----------------------------------------------------- | --- |
| N22  | Almere, Station Buiten - Amsterdam, Leidseplein       | Almere Buiten (Bloemenbuurt, Faunabuurt, Landgoederenbuurt), Almere Stad (Tussen de Vaarten, Sallandsekant, Danswijk, Parkwijk, Station Parkwijk, Parkwijk, Filmwijk, Flevoziekenhuis, Station Centrum, Staatsliedenwijk, Kruidenwijk, Muziekwijk, Station Muziekwijk, Componistenpad, Station Muziekwijk, Literatuurwijk, Hogekant), Almere Poort (Middenkant, Homeruskwartier, Columbuskwartier, Europakwartier, Station Poort), Muiden (P+R), Amsterdam (Brinklaan, Middenweg, Amstelstation) |
| N23  | Almere, Station Centrum - Amsterdam, Centraal Station | Almere Stad (Flevoziekenhuis, Filmwijk, Veluwsekant, Busstation ’t Oor), Muiden (P+R) |

## R-net
De streekbussen van Almere rijden met de R-net huisstijl. Ze rijden allemaal via busstation ’t Oor.
| Lijn | Route                                                     | via | Opmerking                                                            |
| ---- | --------------------------------------------------------- | --- | -------------------------------------------------------------------- |
| 322  | Almere, Station Parkwijk - Amsterdam, Amstelstation       | Almere Stad (Verzetswijk, Tussen de Vaarten, Sallandsekant, Danswijk, Veluwsekant, Busstation ’t Oor, Gooisekant), Almere Poort (Hogekant, Europakwartier, Topsportcentrum, Station Poort, Strand), Muiden (P+R, Maxisweg), Diemen (Diemerknoop), Amsterdam-Oost (Brinkstraat, Middenweg) | Rijdt buiten de spitsuren alleen tussen busstation 't Oor en Muiden. |
| 326  | Almere, Station Centrum - Blaricum, P+R                   | Almere Stad (Stedenwijk, Busstation ’t Oor, Veluwsekant), Almere Hout (De Kemphaan, Stichtsekant) | Rijdt niet in het weekend.                                           |
| 327  | Almere, Haven - Amsterdam, Amstelstation                  | Almere Haven (De Steiger, De Gouwen, De Wierden, De Hoven, Centrum, De Werven, De Meenten, De Grienden, De Marken, De Steiger), Almere Stad (Busstation ’t Oor), Muiden (P+R, Maxisweg), Diemen (Diemerknoop), Amsterdam-Oost (Brinkstraat, Middenweg)                                    |                                                                      |
| 330  | Almere, Station Buiten - Amsterdam, Station Bijlmer ArenA | Almere Buiten (Bloemenbuurt, Faunabuurt, Landgoederenbuurt), Almere Stad (Verzetswijk, Tussen de Vaarten, Sallandsekant, Danswijk, Veluwsekant, Busstation ’t Oor), Muiden (P+R, Maxisweg), Diemen (Diemerknoop, Provincialeweg), Amsterdam-Zuidoost (Eekholt, Bijlmerplein)              |                                                                      |

## Materieel
In totaal zijn er (anno januari 2025) 102 bussen in dienst. De allGo stadsbussen worden sinds 10 december 2017 gereden door 57 MAN Lion's City bussen met drie deuren en een lage vloer (6000 serie). Voor minder drukke lijnen zijn twee van Syntus Utrecht afkomstige Rošero First bussen (1801 & 1812), een elektrische Rošero Zero First bus (6401) en twee 8-persoonsbusjes van het type Mercedes-Benz Sprinter (6400 serie) beschikbaar. Sinds maart 2018 is deze serie aangevuld met 7 elektrische bussen van het type BYD K9 (6300 serie). De R-net streekdienst en de nightGo nachtlijnen worden gereden door 33 MAN Lion's City bussen met twee deuren en alleen een lage instap (6100 serie).
| Series     | Type                   | Aantal | Aandrijving    | Bouwjaar | Status    | Inzet            | Opmerkingen                                      | Afbeelding |
| ---------- | ---------------------- | ------ | -------------- | -------- | --------- | ---------------- | ------------------------------------------------ | ---------- |
| 1801, 1812 | Rošero First           | 2      | Diesel hybride | 2017     | In dienst | Lijn 24          | Ex Syntus Utrecht                                |            |
| 6001-6057  | MAN Lion's City        | 57     | Diesel         | 2017     | In dienst | Stadsvervoer     |                                                  |            |
| 6101-6133  | MAN Lion's City        | 33     | Diesel         | 2017     | In dienst | R-net en nightGo |                                                  |            |
| 6301-6307  | BYD K9                 | 7      | Elektriciteit  | 2017     | In dienst | Stadsvervoer     | 6307 in afwijkend ontwerp (Growing Green Cities) |            |
| 6401       | Rošero Zero First      | 1      | Elektriciteit  | 2017     | In dienst | Lijn 24          |                                                  |            |
| 6402       | Mercedes-Benz Sprinter | 1      | Diesel         | 2017     | In dienst | Lijnen 24 & 28   | Ex Syntus Utrecht 129, daarvoor 123              |            |
| 6403       | Mercedes-Benz Sprinter | 1      | Diesel         | 2018     | In dienst | Lijnen 24 & 28   |                                                  |            |